# 新潟県道16号新潟亀田内野線

新潟市中央区 出来島交差点付近

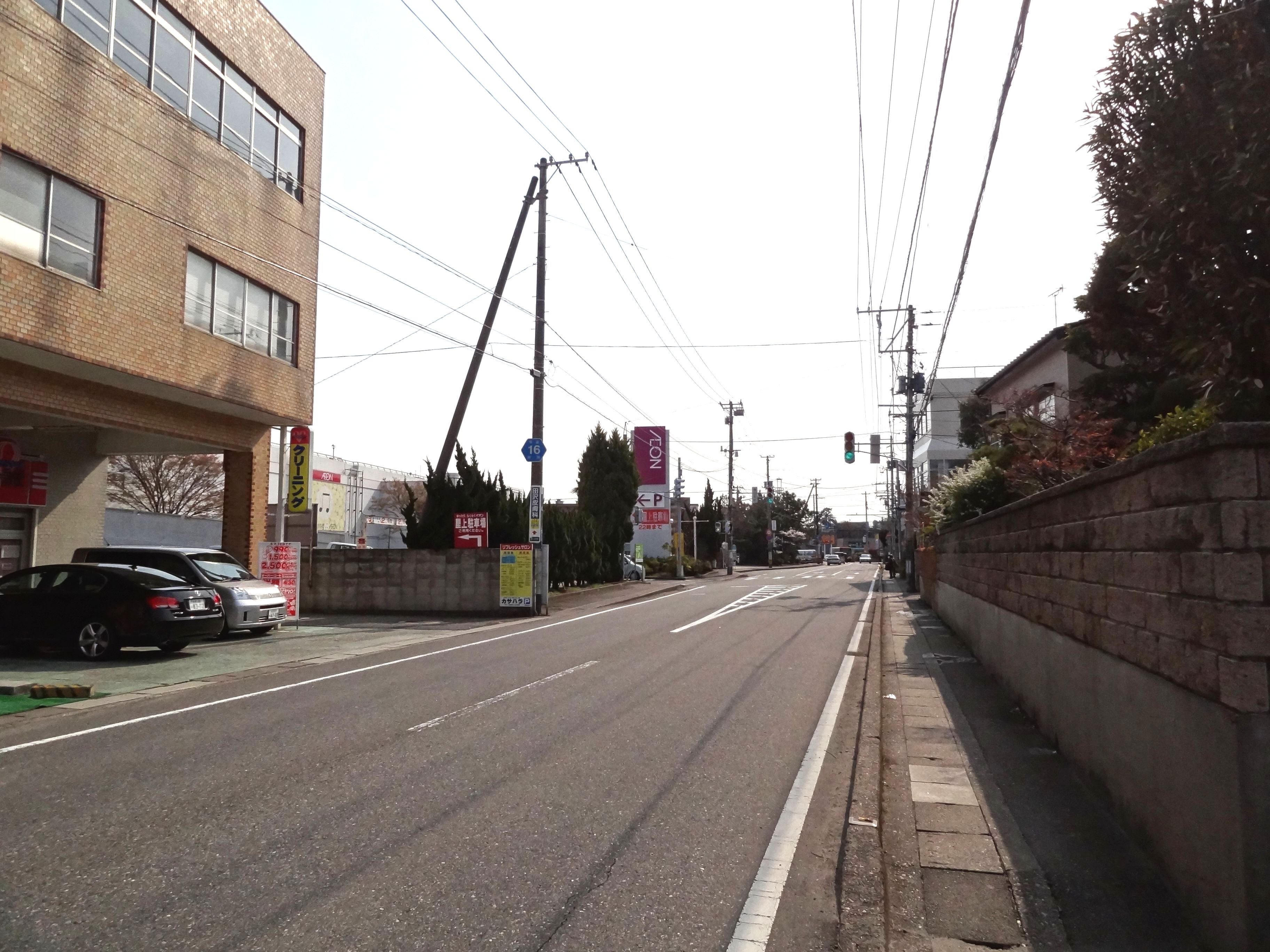
新潟市西区青山2丁目付近

新潟県道16号新潟亀田内野線（にいがたけんどう16ごう にいがたかめだうちのせん）は、新潟県新潟市東区から同市江南区、中央区を経由して同市西区に至る主要地方道である。

## 概要
新潟市一日市から嘉木の間は、西側の新潟県道2号新潟寺泊線の区間と共に、新潟市郊外を結ぶ環状線の東側の役目を担う。起点側は片側2車線となっており、新潟空港に近い国道113号と交差する下山交差点から国道7号新新バイパス・一日市ICを経由し（この間は県道17号）、一日市IC - 中興野間の市道を介して、県道3号（旧国道7号）と交差する中興野交差点以南が県道16号となる。この下山 - 一日市IC - 中興野 - 新潟空港IC - 江口の間は通称「新潟空港アクセス道路」と呼ばれ、新潟空港と郊外方面への幹線道路を結ぶアクセスルートとなっている。
一日市から南から西に向かって、日本海東北自動車道・新潟空港IC、新潟県道4号新潟港横越線（赤道）、国道49号亀田バイパス・鵜ノ子IC、弁天橋線（新潟市道）、嘉瀬横越線（新潟市道）など、市内の幹線道路をほぼ同心円状に結び、嘉木交差点から道路は引き続き県道2号となった後、16号は「女池嘉木線（めいけ・かぎせん）」としてルートを変えて北上、磐越自動車道の側道区間となる。嘉木 - 新潟中央IC間は、片側2車線一方通行の道路2本で磐越道を挟み込んでいる。新潟中央JCTを大きく迂回して、立体交差する新潟中央ICのランプウェイ先で再び上下線が合流。新潟バイパス・女池IC、県道51号（笹出線）などと交差して、新潟県庁東側から千歳大橋で信濃川を渡ると、今度は西にルートを変えてもともとは国道8号（※国道17号重複）の一部のルートであった関屋大橋で関屋分水路を渡り、青山・小針・寺尾・坂井と、かつての砂丘地の麓を経由する国道116号の旧道のさらに旧道である区間を行く。坂井で旧116号の市街地区間と交差して内野町の市街地に入り、JR内野駅前で再び県道2号に合流する。
当初、新潟市江南区嘉木から終点の新潟市西区内野町までは、現在の新潟県道2号新潟寺泊線のルートであったが、1985年（昭和60年）の千歳大橋開通に伴い、現在のルートに変更された。
また、1992年（平成4年）3月31日まで新潟市関新二丁目から関屋大川前の間は上下線別ルートであった。千歳大橋方面は現在のルートのままであるが、内野方面へは関新二丁目の交差点を右折、次の関新ガード下交差点を右折し、次の交差点をさらに右折、信濃川沿いを通り、関南町交差点で合流するルートであった。

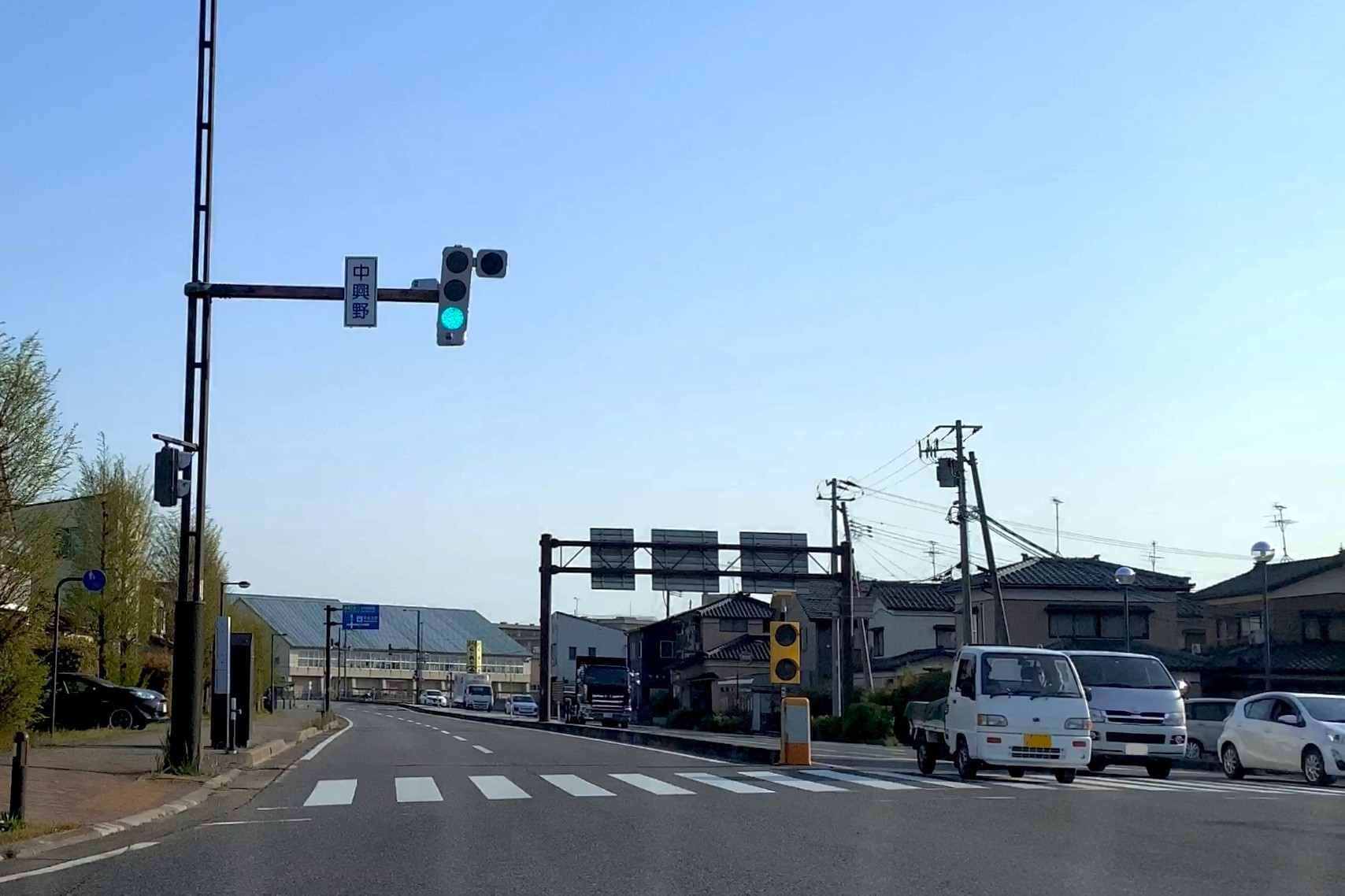
起点の中興野交差点（新潟市東区）
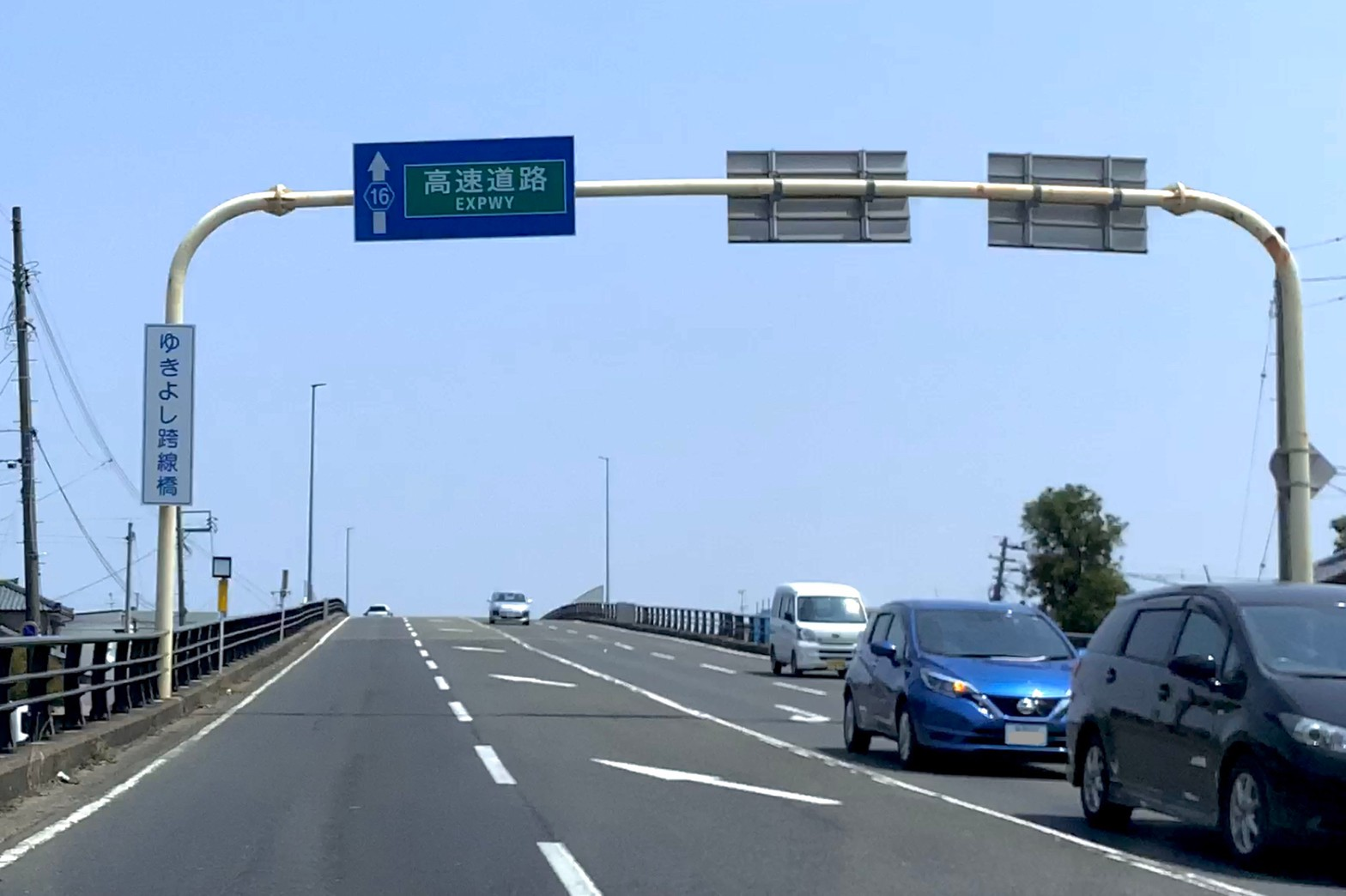
JR信越本線を越えるゆきよし跨線橋（新潟市江南区）
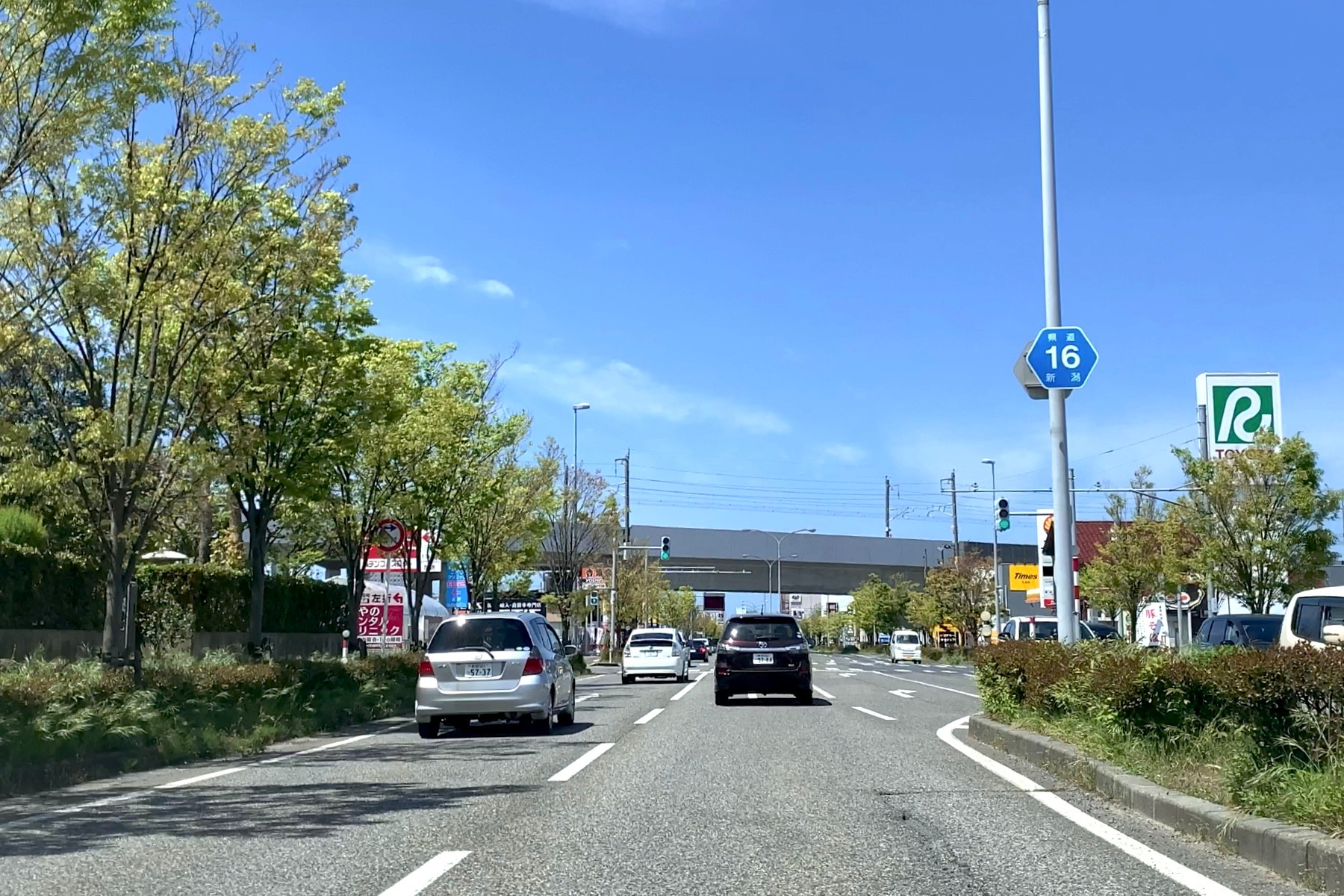
新潟市中央区女池上山付近

### 路線データ
- 起点：新潟市東区中興野（中興野交差点）
- 終点：新潟市西区内野町（内野四ツ角交差点=新潟県道2号新潟寺泊線交点）

## 歴史
- 1993年（平成5年）5月11日 - 建設省から、県道新潟亀田内野線が新潟亀田内野線として主要地方道に再指定される[1]。
- 1994年（平成6年）4月1日 - 整理番号を816から16へ変更。

## 路線状況

### バイパス
- 新潟空港アクセス道路（新潟市江南区中興野 - 新潟市江南区江口）
- 都市計画道路女池嘉木線（新潟市江南区嘉木 - 新潟市中央区女池）

### 通称

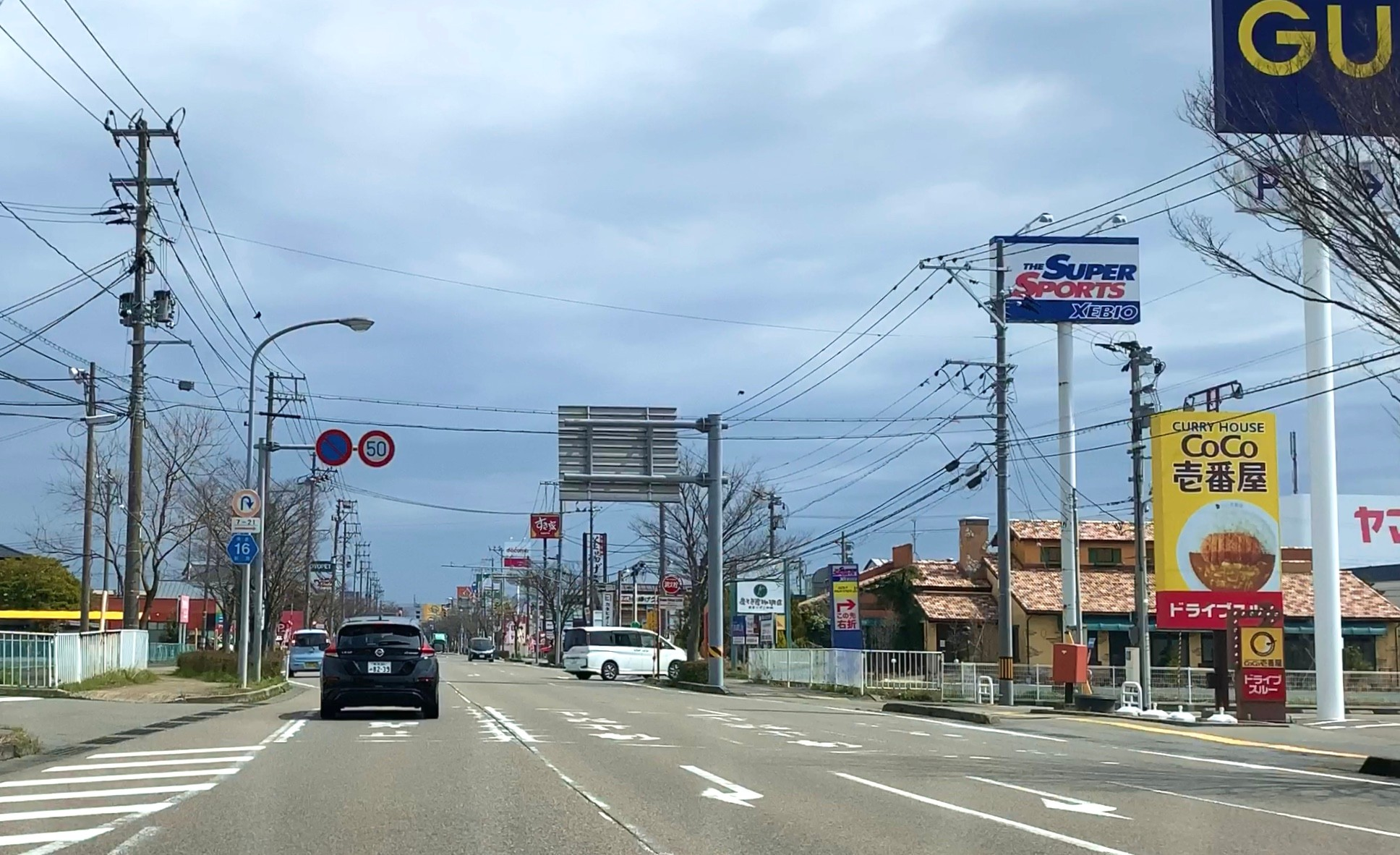
亀田大通り

- 亀田大通り（亀田駅前交差点 - 鵜ノ子IC）
- 女池線（嘉木交差点 - 新光町交差点）
  - 女池嘉木線（嘉木交差点 - 女池IC）
  - 小張木関屋線（女池IC - 新光町交差点 - 千歳大橋西詰交差点（ - 関屋金衛町一丁目交差点））
- 旧電車通り（千歳大橋西詰交差点 - 青山道下交差点）
- 弥彦街道（青山道下交差点 - 内野四ツ角交差点）

### 重複区間
- 新潟県道5号新潟新津線：新潟市江南区東船場（ゆきよし交差点 - 亀田駅前交差点）
- 国道116号・国道289号：新潟市中央区新光町 - 新潟市中央区関新一丁目

### 道路施設
- 千歳大橋
- 関屋大橋

### 交通量
24時間交通量（台）　道路交通センサス
| 観測地点                  | 平成22（2010）年度 |
| ------------------------- | ------------------ |
| 新潟市東区本所            | 11,629             |
| 新潟市江南区鵜ノ子5丁目   | 24,920             |
| 新潟市中央区女池上山2丁目 | 47,873             |
| 新潟市中央区関南町        | 28,371             |
| 新潟市西区内野町          | 11,681             |

（出典：「平成22年度道路交通センサス」（国土交通省ホームページ）より一部データを抜粋して作成）

## 地理

### 通過する自治体
- 新潟市（東区 - 江南区 - 中央区 - 西区）

### 交差する道路
- 新潟市東区
  - 新潟県道3号新潟新発田村上線・新潟県道17号新潟村松三川線（中興野交差点）
  - 新潟県道290号曽野木一日市線（中興野南交差点）
  - 日本海東北自動車道（新潟空港IC）
  - 新潟県道3号新潟新発田村上線（泰平橋西詰交差点）
  - 新潟県道290号曽野木一日市線（本所交差点）
- 新潟市江南区
  - 新潟県道17号新潟村松三川線（新潟市道を介し、上江口丁字路で接続）
  - 新潟県道4号新潟港横越線 赤道（丸山交差点）
  - 新潟県道5号新潟新津線（ゆきよし交差点）
  - 新潟県道5号新潟新津線（亀田駅前交差点）
  - 新潟県道101号亀田停車場線（同）
  - 国道49号 亀田バイパス（鵜ノ子IC）
  - 都市計画道路弁天線（工業団地交差点）
  - 新潟県道2号新潟寺泊線（嘉木交差点）
- 新潟市中央区
  - 磐越自動車道（新潟中央IC・太右衛門新田交差点）
  - 新潟県道290号曽野木一日市線鳥屋野潟公園線・ビッグスワン通り（同）
  - 国道8号 新潟バイパス 女池IC）
  - 新潟市道紫竹山鳥屋野線 紫鳥線（女池上山交差点）
  - 新潟県道51号新潟黒埼インター笹口線 笹出線（出来島交差点）
  - 新潟県道1号新潟小須戸三条線 小須戸線（新光町交差点）
  - 国道116号（同 - 関新二丁目）
  - 新潟県道139号関屋停車場線（関新三丁目・第一高校前交差点）
- 新潟市西区
  - 新潟県道42号新潟黒埼インター線（青山道下交差点）
  - 新潟県道44号新潟燕線（坂井輪地区公民館・西区役所前交差点）
  - 新潟県道382号寺尾停車場線（坂井輪地区公民館・西区役所前交差点）
  - 新潟市道曽和インター信濃町線（坂井交差点）
  - 新潟県道2号新潟寺泊線・新潟県道140号内野停車場線（内野四ツ角交差点）